# Эбботт и Костелло встречают доктора Джекилла и мистера Хайда
«Эбботт и Костелло встречают доктора Джекилла и мистера Хайда» (англ. Abbott and Costello Meet Dr. Jekyll and Mr. Hyde) — американский фильм 1953 года, снятый в жанре чёрной комедии. Продолжение приключений Эбботта и Костелло: предыдущий фильм — «Эбботт и Костелло отправляются на Марс», следующий — «Эбботт и Костелло встречают полицейских из Кистоуна». По мотивам повести «Странная история доктора Джекилла и мистера Хайда» (1886) Роберта Льюиса Стивенсона.

## Сюжет
Слим и Табби — американские полицейские, посланные в Лондон для повышения квалификации.
В Гайд-парке происходит ссора между Брюсом Адамсом и его коллегой Вики Эдвардс. Их выяснение отношений заканчивается в полицейском участке, но опекун Вики — доктор Генри Джекилл — вытаскивает их оттуда. Сам доктор Джекилл проводит до́ма эксперименты: после принятия специального снадобья он превращается в своё злое отображение — мистера Хайда. Джекилла посещают мысли об убийстве, когда он видит, что его Вики и Брюс нравятся друг другу.
Слим и Табби подозревают доктора в опасных экспериментах, и Табби даже удаётся застать его с поличным в музее восковых фигур, но тот успевает превратиться обратно в человека до прихода свидетелей. После этого Джекилл приглашает друзей-американцев к себе, где угощает Табби своей настойкой, и тот на время превращается в гигантскую мышь. Слим и Табби пытаются сообщить Скотланд-Ярду об опасном учёном, но им никто не верит.
Вики сообщает доктору Джекиллу о своём намерении выйти замуж за Брюса, и мистер Хайд тут же пытается её убить, однако девушку спасает жених, хотя само чудовище и сбегает. Табби случайно вводит себе сыворотку доктора, и сам становится монстром наподобие мистера Хайда. Брюс бросается вдогонку за мистером Хайдом, а Слим — за Табби, и каждый уверен, что преследует настоящее и единственное чудовище. Погоня Брюса кончается в доме Джекилла, где последний выпадает из окна, разбивается насмерть, и все могут лицезреть, после трансформации, его истинную личину. Слим же хватает Табби-чудовище, доставляет его в полицейский участок, где тот, прежде чем вернуться в человеческую форму, успевает укусить нескольких полицейских. Те, превратившись в монстров, преследуют Слима и Табби-человека.

## В ролях
- Борис Карлофф — доктор Джекилл
- Эдди Паркер[англ.] — мистер Хайд
- Бад Эббот — Слим (Тонкий)
- Лу Костелло — Табби (Толстый)
- Крейг Стивенс[англ.] — Брюс Адамс
- Хелен Уэсткотт — Вики Эдвардс
- Реджинальд Денни[англ.] — инспектор
- Джон Диркс[англ.] — Бэтли
- Гарри Кординг — грубиян в парке (в титрах не указан)

## Факты
- Фильм дважды выходил на DVD: 4 октября 2005 («Эбботт и Костелло: Лучшее. Выпуск 4») и 28 октября 2008 («Эбботт и Костелло: Полная коллекция Universal Pictures»).
- Съёмки фильма проходили с 26 января по 20 февраля 1953 года. В Великобритании фильм получил строгий рейтинг «Х», обусловленный сценами с участием мистера Хайда, однако позднее демонстрировался на детских телеканалах[1][2].
- Борис Карлофф в фильме сыграл лишь «половину» своего персонажа: едва трансформация заканчивалась, мистера Хайда играл каскадёр Эдди Паркер[англ.][3].

## Премьерный показ в разных странах
- США — 1 августа 1953
- Финляндия — 11 декабря 1953
- Швеция — 1 февраля 1954
- Дания — 3 февраля 1954
- Франция — 24 марта 1954
- Италия — 12 мая 1954
- Австрия — 15 октября 1954
- Гонконг — 27 января 1955
- Португалия — 20 января 1956
- Турция — февраль 1956